# Радегаст
Радегаст (Радогост, Редигаст, Редегаст, Редгост) е божество, почитано от западните славянски племена. Споменава се за пръв път в хрониката на Адам Бременски, където се описва култовия център на славяните в Ретра. В нея той отбелязва, че върховно божество в това светилище е Редигаст (Redigast), изключително почитан от ратарите (redarii). По-късно летописецът Хелмолд също споменава това божество, отбелязвайки известното му прорицалище и съобщава, че Радегаст е бог и на ободритите.
Предполага се, че Радегаст е слънчево божество с воински функции. Ободритите го изобразяват с щит на гърдите, на който е изобразена бича глава; в ръката си държи секира, а на главата му има птица.
Около 50 години преди Адам Бременски, светилището в Ретра е посетено от Титмар Мерзебургски, който го описва (наричайки града Ридегост, Riedegost) и отбелязва, че главното божество в него е Сварожич. Това дава основание на някои изследователи да се съмняват в съществуването на божество с името Радегаст. Някои от тях приемат, че Радегаст е епитет на Сварожич (от етимологията „rad“ – „мил“ и „gostъ“ – „гост“, т.е. Слънцето (Сварог, Сварожич) като желан гост). Според други, Адам Бременски произволно пренася географското название Riedegost върху Сварожич, като има предположения, че географското название Riedegost би могло да се възстанови като Redny („мокър, влажен“) gozd („гора, лес“), тъй като светилището се намира на брега на езеро в свещена девствена гора. Съществуват и хипотези, че първоначално това божество се нарича Сварожич, като по-късно приема името на обожествения герой Радагост (Радагайс).